# Iris Zscherpe
Iris Zscherpe (7 gennaio 1967) è un'ex nuotatrice tedesca occidentale.

## Carriera
Ha fatto parte della staffetta che ha vinto la medaglia di bronzo nella 4x100m stile libero alle Olimpiadi di Los Angeles 1984.

## Palmarès
- Giochi olimpici estivi

Los Angeles 1984: bronzo nella 4x100m stile libero.